# ハレとケ

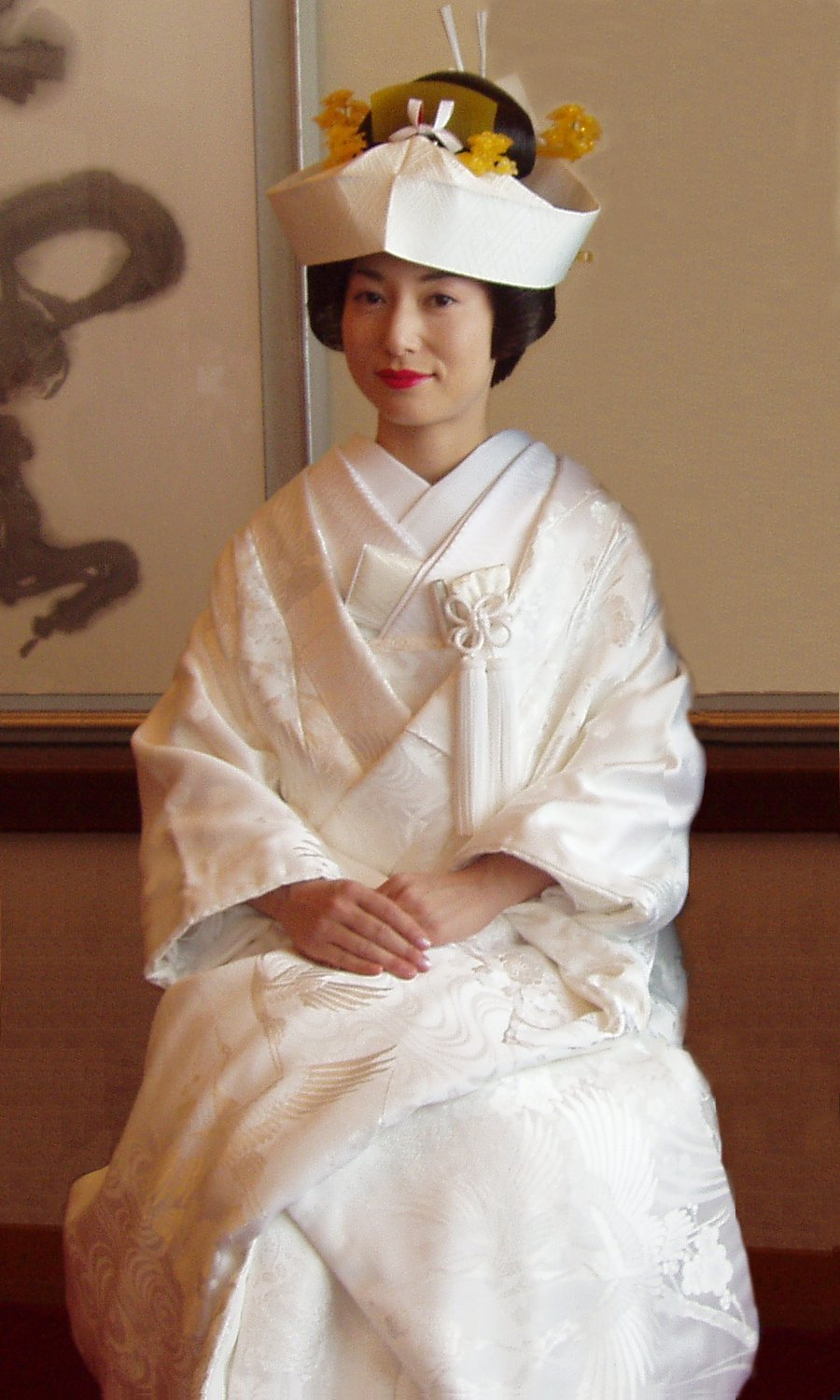
結婚式での晴れ着

ハレとケとは、柳田國男によって見出された、時間論をともなう日本人の伝統的な世界観のひとつ。
民俗学や文化人類学において「ハレとケ」という場合、ハレ（晴れ、霽れ）は儀礼や祭、年中行事などの「非日常」、ケ（褻）は普段の生活である「日常」を表している。
ハレの場においては、衣食住や振る舞い、言葉遣いなどを、ケとは画然と区別した。

## 概要
もともとハレとは、折り目・節目を指す概念である。ハレの語源は「晴れ」であり、「晴れの舞台」（＝生涯に一度ほどの大事な場面）、「晴れ着」（＝折り目・節目の儀礼で着用する衣服）などの言い回しで使用されている。これに対し普段着を「ケ着」と言ったが明治以降から言葉として使用されなくなった。また、現代では単に天気が良いことを「晴れ」というが、江戸時代まで遡ると、長雨が続いた後に天気が回復し、晴れ間がさしたような節目に当たる日についてのみ「晴れ」と記した記録がある。
1603年にイエズス会が刊行した『日葡辞書』には、「ハレ」は「Fare」と表記され、「表立ったこと、または、人々がたくさん集まった所」と説明され、「ケ」は「Qe」と表記され、「普通の、または、日常の(もの)」と説明されている。
ハレの日には、餅、赤飯、白米、尾頭つきの魚、酒などが飲食されたが、これらはかつて日常的に飲食されたものではなかった（当時の庶民にとっては雑穀と汁物と漬物が日常食で、肉や魚などの動物性の食品はご馳走であった）。また、そのための器もハレの日用であり、日常的には用いられなかった。
日本では、戦後から高度経済成長を経て、大衆消費社会になったことで、派手な物、美味しい物が手軽に消費出来るようになり、ハレとケの区別が曖昧になった（どちらかと言えばハレが続いている状態になった）と言われている。

### ハレ、ケ、ケガレ
「ハレとケ」という概念関係の捉え方は、柳田國男が近代化による民俗の変容を指摘する一つの論拠として、ハレとケの区別の曖昧化が進行していること（例えば、ハレの儀礼時にのみ行っていた特別な飲食が日常的に行われる、など）を提示したのが始まりである。柳田は、何世代か前の人々の「ハレとケ」の区別の仕方と、柳田の同時代の人々の「ハレとケ」の区別の仕方を比較し、そこから未来への潮流を読みとろうとした。
当初「ハレとケ」という捉え方はそれほど注目を集めなかったようであるが、和歌森太郎が着目してから後、広く学界内で知られるようになった。ただ民俗学においては、柳田が目指した過去・現在の比較から未来を読みとくという通時的分析を志向せず、長らく「ハレとケ」の二項図式を公理のようにみなした民俗構造の共時的な分析に傾斜し、もっぱら“「ハレ」の非日常＝儀礼や祭り”に対して関心が寄せられていた。
1970年代に入ると、多分に構造主義の影響を受けて、新たな議論が「ハレとケ」について巻き起こる。伊藤幹治を皮切りにした議論は、波平恵美子、桜井徳太郎、谷川健一、宮田登、坪井洋文らによるシンポジウムで一つのピークに達する。そこでは、「ハレとケ」の関係に新たにケガレという概念を加味するべきではないかということや、論者によって「ハレ」と「ケ」と「ケガレ」（あるいは「ハレ」と「ケ」）に対する捉え方が多様であることが確認された。
「ハレ」と「ケ」と「ケガレ」のモデルには、日常生活を営むためのケのエネルギーが枯渇するのが「ケガレ（褻・枯れ）」であり、「ケガレ」は「ハレ」の祭事を通じて回復すると唱える桜井の循環モデル、従来の「聖＝浄」への偏りに対して、「不浄」の観念とその「清め・祓い・贖い」の儀式の重要性を主張する波平のフォークモデル、ケは気=霊的生命力であり、ケガレ（気枯れ）にはもともと不浄観は伴っていなかったという宮田の説などがある。しかしながら、研究者間の「ハレ」と「ケ」と「ケガレ」（「ハレとケ」）の議論の隔たりは現在も解消されておらず、統一的な定義を打ち出せずに今日に至っている。
一方で、少なくとも中世までの資料の中でハレ・ケ・ケガレの3つの概念が関連づけられる例は見当たらないという指摘もある。

### 葬式について
さまざまな論争がある中に、たとえば、葬式をハレとするか、ケガレとするかというものがある。一般通念では葬式は不幸ごとであり、結婚式などのお祝いごとと区別したくなるところなので、この立場に立つ波平恵美子は葬式をケガレと明確に規定している。
一方、瀬川清子をはじめとした民俗学者の多くは、死者に供える高盛の飯を花嫁に供える民俗事例や葬式に赤飯を炊いていたと思われる民俗事例、晴れ着を着て喪に服した民俗事例などを念頭に、「非日常」という点で葬式もハレだとしている。
日本において葬祭として葬儀と祭事を分けてきたが、元々の漢字の意味として「祭」は葬儀を表す文字であることから、日本古来の清めと穢れの価値観の上に中華文明の風俗習慣が入って来たことによって明確な区別が無くなったとの説もある。
日本神道では、塩を穢れを祓い清める力を持つとみなす。そのため祭壇に塩を供えたり、神道行事で使う風習がある。また、日本においては死を穢れの一種とみなす土着信仰がある（神道に根源があるという）。そのため葬儀後、塩を使って身を清める風習がある。これは仏教式の葬儀でも広く行われるが、仏教での死は穢れではないとして、浄土真宗など葬儀後の清めの塩を使わない仏教宗派もある。

## 聖俗二元論とのかかわり
ハレとケは、「ハレ＝殊」「ケ＝常」の関係以外でも、社会学者デュルケムの聖俗二元論との類縁性、すなわち、「ハレ＝聖」「ケ＝俗」の関係で論じられることもある。とりわけ、聖なる時間 / 俗なる時間という区分けとハレ / ケという区分けは相互に共通する部分がある。しかしながら、聖と俗という概念もハレとケと同様に、論者によって定義が異なっており、概念相互の関係を論ずるには注意を払う必要がある。